# Иоиль Озерянский
Иоиль Озерянский — архимандрит Русской церкви, преподобноисповедник, местночтимый святой Украинской Православной Церкви.

## Биография
Происходил из казаков села Озеряны.
Подвизался в Святогорской пустыни.
Около 1663 года он, с несколькими святогорскими монахами, стал основателем Куряжского монастыря, откликнувшись на призыв сотника Харьковского слободского полка Григория Донца.
Через некоторое время вынужден был покинуть обитель и вернулся в Святогорскую пустынь. В грамотах 1679 года он уже упоминается как настоятель Святогорского монастыря. В 1679 году им был заложен Петро-Павловский храм.
В это время монастырь был небольшой и небогатый, численность братии не превышала 30 человек и много сил отдавалось благоустройству монастыря. По нуждам монастыря неоднократно писал просительные письма к московским царям. В его письме к московскому царя, отправленному в 1679 году, впервые описывается история Святогорского монастыря.
В XVII веке монастырь неоднократно подвергался татарским набегам. В ноябре 1679 года татары ограбили и разорили монастырь, захватив в плен архимандрита Иоиля с братией. В татарском плену они провели около двух лет. Во время их пребывания в плену монастырем управлял строитель иеромонах Иоаким.
После случившегося в XIX веке провала в одном из склепов на братском кладбище его мощи, а также мощи архимандритов Фаддея и Рафаила были обнаружены нетленными. Мощи было решено оставить на прежнем месте. Из-за перестроек и сноса братского кладбища в советское время точное место погребения сейчас неизвестно.

## Канонизация
8 мая 2008 года Священный синод Украинской православной церкви принял решение о местной канонизации подвижника в Донецкой епархии, в Соборе Святогорских святых (день памяти – 11 (24) сентября).
Чин прославления подвижника состоялся во время визита в Святогорскую лавру 12 июля 2008 года предстоятеля Украинской православной церкви митрополита Киевского и всея Украины Владимира, в Свято-Успенском соборе лавры.